# 2023–2024-es női EHF-bajnokok ligája (csoportkör)
Ez a cikk ismerteti a 2023–2024-es női EHF-bajnokok ligája csoportköreinek az eredményeit.

## Formátum
A csoportkörben a 16 részt vevő csapatot két darab nyolc csapatos csoportra osztották. A csoporton belül a csapatok oda-vissza vágós rendszerű körmérkőzést játszottak egymással. A csoportok első két helyezettjei egyből a negyeddöntőbe jutnak, a 3-6 helyezettek pedig a nyolcaddöntőbe.
Azonos pontszám esetén az alábbiak szerint döntik el a sorrendet:
1. Egymás elleni mérkőzéseken szerzett több pont,
2. Egymás elleni mérkőzések alapján számolt gólkülönbség,
3. Egymás elleni mérkőzéseken lőtt több gól,
4. A csoport összes meccse alapján számolt gólkülönbség,
5. A csoportban lőtt gólok száma,
6. Sorsolás.

## Csoportkör

### Kiemelések
A csoportkör sorsolásakor alkalmazott kiemeléseket az alábbi táblázat tartalmazza. A sorsolást 2023. június 27-én tartották Bécsben.
| 1-es kalap                                                             | 2-es kalap                                                                | 3-as kalap                                                        | 4-es kalap                     |
| ---------------------------------------------------------------------- | ------------------------------------------------------------------------- | ----------------------------------------------------------------- | ------------------------------ |
| Metz Handball Győri ETO Vipers Kristiansand CSM București Team Esbjerg | FTC-Rail Cargo Hungaria Odense Håndbold Brest Bretagne CS Rapid București | RK Krim SG BBM Bietigheim Budućnost IK Sävehof MKS Zagłębie Lubin | Ikast Håndbold DVSC Schaeffler |

### A csoport
| #  | Csapat            | M  | Gy | D | V  | G+  | G–  | Gk   | P  |
| -- | ----------------- | -- | -- | - | -- | --- | --- | ---- | -- |
| 1. | Győri Audi ETO KC | 14 | 11 | 1 | 2  | 432 | 356 | +76  | 23 |
| 2. | Odense Håndbold   | 14 | 10 | 1 | 3  | 461 | 359 | +102 | 21 |
| 3. | CSM București     | 14 | 8  | 1 | 5  | 414 | 366 | +48  | 17 |
| 4. | Brest Bretagne    | 14 | 7  | 3 | 4  | 399 | 367 | +32  | 17 |
| 5. | DVSC Schaeffler   | 14 | 7  | 1 | 6  | 394 | 414 | –20  | 15 |
| 6. | SG BBM Bietigheim | 14 | 7  | 0 | 7  | 414 | 402 | +12  | 14 |
| 7. | Budućnost BEMAX   | 14 | 2  | 1 | 11 | 311 | 433 | –122 | 5  |
| 8. | IK Sävehof        | 14 | 0  | 0 | 14 | 342 | 470 | –128 | 0  |

| 2023. szeptember 9. 18:00 | CSM București | 28–24       | Odense Håndbold | Polyvalent Hall, Bukarest Nézőszám: 4000 Játékvezetők: Praštalo, Balvan (BIH) |
| 2023. szeptember 9. 18:00 | Neagu 8       | (16–10)     | Aardahl 7       | Polyvalent Hall, Bukarest Nézőszám: 4000 Játékvezetők: Praštalo, Balvan (BIH) |
| 2023. szeptember 9. 18:00 | 3×            | Jegyzőkönyv | 2×              | Polyvalent Hall, Bukarest Nézőszám: 4000 Játékvezetők: Praštalo, Balvan (BIH) |

| 2023. szeptember 9. 18:00 | DVSC Schaeffler | 32–29       | IK Sävehof     | Hódos Imre Sportcsarnok, Debrecen Nézőszám: 1500 Játékvezetők: Backović, Palačković (SLO) |
| 2023. szeptember 9. 18:00 | Vámos 6         | (18–13)     | négy játékos 5 | Hódos Imre Sportcsarnok, Debrecen Nézőszám: 1500 Játékvezetők: Backović, Palačković (SLO) |
| 2023. szeptember 9. 18:00 | 4× 1×           | Jegyzőkönyv | 5×             | Hódos Imre Sportcsarnok, Debrecen Nézőszám: 1500 Játékvezetők: Backović, Palačković (SLO) |

| 2023. szeptember 10. 14:00 | Budućnost BEMAX | 22–27       | SG BBM Bietigheim | Morača Sports Center, Podgorica Nézőszám: 900 Játékvezetők: Gasmi, Gasmi (FRA) |
| 2023. szeptember 10. 14:00 | Raičević 5      | (10–11)     | Kudłacz-Gloc 7    | Morača Sports Center, Podgorica Nézőszám: 900 Játékvezetők: Gasmi, Gasmi (FRA) |
| 2023. szeptember 10. 14:00 | 4×              | Jegyzőkönyv | 2× 1×             | Morača Sports Center, Podgorica Nézőszám: 900 Játékvezetők: Gasmi, Gasmi (FRA) |

| 2023. szeptember 10. 16:00 | Brest Bretagne | 23–24       | Győri Audi ETO KC | Brest Arena, Brest Nézőszám: 3552 Játékvezetők: Braseth, Sundet (NOR) |
| 2023. szeptember 10. 16:00 | Maszlova 6     | (14–16)     | Gros 6            | Brest Arena, Brest Nézőszám: 3552 Játékvezetők: Braseth, Sundet (NOR) |
| 2023. szeptember 10. 16:00 | 1×             | Jegyzőkönyv | 4×                | Brest Arena, Brest Nézőszám: 3552 Játékvezetők: Braseth, Sundet (NOR) |

| 2023. szeptember 16. 16:00 | Győri Audi ETO KC | 35–23       | DVSC Schaeffler         | Audi Aréna, Győr Nézőszám: 3094 Játékvezetők: Antić, Jakovljević (SRB) |
| 2023. szeptember 16. 16:00 | Hovden 6          | (14–10)     | Jovović, Csernyánszki 4 | Audi Aréna, Győr Nézőszám: 3094 Játékvezetők: Antić, Jakovljević (SRB) |
| 2023. szeptember 16. 16:00 | 3×                | Jegyzőkönyv | 3×                      | Audi Aréna, Győr Nézőszám: 3094 Játékvezetők: Antić, Jakovljević (SRB) |

| 2023. szeptember 16. 16:00 | IK Sävehof           | 20–25       | Brest Bretagne | Partillebohallen, Partille Nézőszám: 1200 Játékvezetők: Lidacka, Lesiak (POL) |
| 2023. szeptember 16. 16:00 | Kylberg, Mihalovic 4 | (9–15)      | Maszlova 5     | Partillebohallen, Partille Nézőszám: 1200 Játékvezetők: Lidacka, Lesiak (POL) |
| 2023. szeptember 16. 16:00 | 3× 1×                | Jegyzőkönyv | 1× 1×          | Partillebohallen, Partille Nézőszám: 1200 Játékvezetők: Lidacka, Lesiak (POL) |

| 2023. szeptember 16. 18:00 | Odense Håndbold | 39–24       | Budućnost BEMAX     | Sydbank Arena Odense, Odense Nézőszám: 1973 Játékvezetők: Duplii, Pobedrina (UKR) |
| 2023. szeptember 16. 18:00 | van Wetering 6  | (25–8)      | Kadović, Raičević 5 | Sydbank Arena Odense, Odense Nézőszám: 1973 Játékvezetők: Duplii, Pobedrina (UKR) |
| 2023. szeptember 16. 18:00 | 5× 2×           | Jegyzőkönyv | 3×                  | Sydbank Arena Odense, Odense Nézőszám: 1973 Játékvezetők: Duplii, Pobedrina (UKR) |

| 2023. szeptember 17. 14:00 | SG BBM Bietigheim | 26–24       | CSM București | Arena Ludwigsburg, Ludwigsburg Nézőszám: 1753 Játékvezetők: Doychinov, Goretsov (BUL) |
| 2023. szeptember 17. 14:00 | Smits 7           | (14–12)     | Neagu 5       | Arena Ludwigsburg, Ludwigsburg Nézőszám: 1753 Játékvezetők: Doychinov, Goretsov (BUL) |
| 2023. szeptember 17. 14:00 | 4× 1×             | Jegyzőkönyv | 1×            | Arena Ludwigsburg, Ludwigsburg Nézőszám: 1753 Játékvezetők: Doychinov, Goretsov (BUL) |

| 2023. szeptember 23. 16:00 | CSM București | 23–27       | Győri Audi ETO KC | Polyvalent Hall, Bukarest Nézőszám: 3500 Játékvezetők: Merz, Kuttler (GER) |
| 2023. szeptember 23. 16:00 | Neagu 5       | (11–14)     | Brattset 7        | Polyvalent Hall, Bukarest Nézőszám: 3500 Játékvezetők: Merz, Kuttler (GER) |
| 2023. szeptember 23. 16:00 | 2× 2×         | Jegyzőkönyv | 1× 1×             | Polyvalent Hall, Bukarest Nézőszám: 3500 Játékvezetők: Merz, Kuttler (GER) |

| 2023. szeptember 24. 14:00 | Budućnost BEMAX | 31–30       | IK Sävehof | Morača Sports Center, Podgorica Nézőszám: 1000 Játékvezetők: Bolic, Hurich (AUT) |
| 2023. szeptember 24. 14:00 | Godeč 6         | (17–16)     | Jensen 6   | Morača Sports Center, Podgorica Nézőszám: 1000 Játékvezetők: Bolic, Hurich (AUT) |
| 2023. szeptember 24. 14:00 | 1×              | Jegyzőkönyv | 1×         | Morača Sports Center, Podgorica Nézőszám: 1000 Játékvezetők: Bolic, Hurich (AUT) |

| 2023. szeptember 24. 14:00 | DVSC Schaeffler | 26–36       | SG BBM Bietigheim | Hódos Imre Sportcsarnok, Debrecen Nézőszám: 2000 Játékvezetők: Budzák, Záhradník (SVK) |
| 2023. szeptember 24. 14:00 | Töpfner 5       | (12–18)     | Smits 8           | Hódos Imre Sportcsarnok, Debrecen Nézőszám: 2000 Játékvezetők: Budzák, Záhradník (SVK) |
| 2023. szeptember 24. 14:00 | 9×              | Jegyzőkönyv | 6× 1×             | Hódos Imre Sportcsarnok, Debrecen Nézőszám: 2000 Játékvezetők: Budzák, Záhradník (SVK) |

| 2023. szeptember 24. 16:00 | Brest Bretagne | 25–26       | Odense Håndbold   | Brest Arena, Brest Nézőszám: 3510 Játékvezetők: Sekulić, Jovandić (SRB) |
| 2023. szeptember 24. 16:00 | Maszlova 5     | (11–13)     | Rushfeldt Deila 8 | Brest Arena, Brest Nézőszám: 3510 Játékvezetők: Sekulić, Jovandić (SRB) |
| 2023. szeptember 24. 16:00 | 2× 1×          | Jegyzőkönyv | 5× 2×             | Brest Arena, Brest Nézőszám: 3510 Játékvezetők: Sekulić, Jovandić (SRB) |

| 2023. szeptember 30. 16:00 | Odense Håndbold | 33–30       | DVSC Schaeffler | Sydbank Arena Odense, Odense Nézőszám: 1987 Játékvezetők: Braseth, Sundet (NOR) |
| 2023. szeptember 30. 16:00 | Aardahl 7       | (17–14)     | Kácsor 10       | Sydbank Arena Odense, Odense Nézőszám: 1987 Játékvezetők: Braseth, Sundet (NOR) |
| 2023. szeptember 30. 16:00 | 6× 1×           | Jegyzőkönyv | 6× 1×           | Sydbank Arena Odense, Odense Nézőszám: 1987 Játékvezetők: Braseth, Sundet (NOR) |

| 2023. szeptember 30. 16:00 | SG BBM Bietigheim | 34–30       | Brest Bretagne | Arena Ludwigsburg, Ludwigsburg Nézőszám: 1651 Játékvezetők: Backović, Palačković (SLO) |
| 2023. szeptember 30. 16:00 | Kudłacz-Gloc 14   | (17–16)     | Lassource 8    | Arena Ludwigsburg, Ludwigsburg Nézőszám: 1651 Játékvezetők: Backović, Palačković (SLO) |
| 2023. szeptember 30. 16:00 | 3× 1×             | Jegyzőkönyv | 4× 2× 1×       | Arena Ludwigsburg, Ludwigsburg Nézőszám: 1651 Játékvezetők: Backović, Palačković (SLO) |

| 2023. október 1. 14:00 | IK Sävehof     | 26–41       | CSM București      | Partillebohallen, Partille Nézőszám: 1215 Játékvezetők: Duplii, Pobedrina (UKR) |
| 2023. október 1. 14:00 | négy játékos 4 | (11–22)     | Arntzen, Ingstad 6 | Partillebohallen, Partille Nézőszám: 1215 Játékvezetők: Duplii, Pobedrina (UKR) |
| 2023. október 1. 14:00 | 3×             | Jegyzőkönyv | 1×                 | Partillebohallen, Partille Nézőszám: 1215 Játékvezetők: Duplii, Pobedrina (UKR) |

| 2023. október 1. 16:00 | Győri Audi ETO KC | 37–19       | Budućnost BEMAX | Audi Aréna, Győr Nézőszám: 3791 Játékvezetők: Sirbu, Serdiuc (MDA) |
| 2023. október 1. 16:00 | Gros 9            | (23–8)      | Raičević 4      | Audi Aréna, Győr Nézőszám: 3791 Játékvezetők: Sirbu, Serdiuc (MDA) |
| 2023. október 1. 16:00 | 2×                | Jegyzőkönyv | 2× 1×           | Audi Aréna, Győr Nézőszám: 3791 Játékvezetők: Sirbu, Serdiuc (MDA) |

| 2023. október 21. 16:00 | CSM București | 28–30       | Brest Bretagne       | Polyvalent Hall, Bukarest Nézőszám: 2000 Játékvezetők: Petrušis, Barysas (LTU) |
| 2023. október 21. 16:00 | Neagu 8       | (16–17)     | Maszlova, Toublanc 7 | Polyvalent Hall, Bukarest Nézőszám: 2000 Játékvezetők: Petrušis, Barysas (LTU) |
| 2023. október 21. 16:00 | 3×            | Jegyzőkönyv | 5× 1×                | Polyvalent Hall, Bukarest Nézőszám: 2000 Játékvezetők: Petrušis, Barysas (LTU) |

| 2023. október 21. 16:00 | DVSC Schaeffler | 27–22       | Budućnost BEMAX | Hódos Imre Sportcsarnok, Debrecen Nézőszám: 1700 Játékvezetők: Konjičanin, Konjičanin (BIH) |
| 2023. október 21. 16:00 | Töpfner 10      | (12–10)     | három játékos 5 | Hódos Imre Sportcsarnok, Debrecen Nézőszám: 1700 Játékvezetők: Konjičanin, Konjičanin (BIH) |
| 2023. október 21. 16:00 | 4× 1×           | Jegyzőkönyv | 7× 1×           | Hódos Imre Sportcsarnok, Debrecen Nézőszám: 1700 Játékvezetők: Konjičanin, Konjičanin (BIH) |

| 2023. október 21. 18:00 | Győri Audi ETO KC | 32–29       | Odense Håndbold       | Audi Aréna, Győr Nézőszám: 5007 Játékvezetők: Doychinov, Goretsov (BUL) |
| 2023. október 21. 18:00 | Oftedal 10        | (16–12)     | Halilcevic, Aardahl 6 | Audi Aréna, Győr Nézőszám: 5007 Játékvezetők: Doychinov, Goretsov (BUL) |
| 2023. október 21. 18:00 | 1×                | Jegyzőkönyv | 4×                    | Audi Aréna, Győr Nézőszám: 5007 Játékvezetők: Doychinov, Goretsov (BUL) |

| 2023. október 22. 14:00 | SG BBM Bietigheim | 30–21       | IK Sävehof  | Arena Ludwigsburg, Ludwigsburg Nézőszám: 821 Játékvezetők: Braseth, Sundet (NOR) |
| 2023. október 22. 14:00 | Kudłacz-Gloc 6    | (16–7)      | Mellegård 5 | Arena Ludwigsburg, Ludwigsburg Nézőszám: 821 Játékvezetők: Braseth, Sundet (NOR) |
| 2023. október 22. 14:00 | 2×                | Jegyzőkönyv | 2×          | Arena Ludwigsburg, Ludwigsburg Nézőszám: 821 Játékvezetők: Braseth, Sundet (NOR) |

| 2023. október 28. 16:00 | DVSC Schaeffler | 31–24       | Brest Bretagne | Hódos Imre Sportcsarnok, Debrecen Nézőszám: 1500 Játékvezetők: Covalciuc, Covalciuc (MDA) |
| 2023. október 28. 16:00 | Töpfner 7       | (15–14)     | Maszlova 9     | Hódos Imre Sportcsarnok, Debrecen Nézőszám: 1500 Játékvezetők: Covalciuc, Covalciuc (MDA) |
| 2023. október 28. 16:00 | 4× 1×           | Jegyzőkönyv | 1×             | Hódos Imre Sportcsarnok, Debrecen Nézőszám: 1500 Játékvezetők: Covalciuc, Covalciuc (MDA) |

| 2023. október 29. 14:00 | IK Sävehof | 26–29       | Győri Audi ETO KC | Partillebohallen, Partille Nézőszám: 1047 Játékvezetők: Bočáková, Jánošíková (SVK) |
| 2023. október 29. 14:00 | Koppang 7  | (8–13)      | négy játékos 5    | Partillebohallen, Partille Nézőszám: 1047 Játékvezetők: Bočáková, Jánošíková (SVK) |
| 2023. október 29. 14:00 | 1×         | Jegyzőkönyv | 5× 1×             | Partillebohallen, Partille Nézőszám: 1047 Játékvezetők: Bočáková, Jánošíková (SVK) |

| 2023. október 29. 16:00 | Odense Håndbold | 42–29       | SG BBM Bietigheim | Sydbank Arena Odense, Odense Nézőszám: 2236 Játékvezetők: Lah, Sok (SLO) |
| 2023. október 29. 16:00 | Aardahl 8       | (18–14)     | Döll 6            | Sydbank Arena Odense, Odense Nézőszám: 2236 Játékvezetők: Lah, Sok (SLO) |
| 2023. október 29. 16:00 | 5× 3×           | Jegyzőkönyv | 4× 1×             | Sydbank Arena Odense, Odense Nézőszám: 2236 Játékvezetők: Lah, Sok (SLO) |

| 2023. október 29. 16:00 | Budućnost BEMAX | 24–29       | CSM București   | Morača Sports Center, Podgorica Nézőszám: 1100 Játékvezetők: Metalari, Nikolovski (MKD) |
| 2023. október 29. 16:00 | Vukčević 7      | (12–17)     | három játékos 6 | Morača Sports Center, Podgorica Nézőszám: 1100 Játékvezetők: Metalari, Nikolovski (MKD) |
| 2023. október 29. 16:00 | 2× 1×           | Jegyzőkönyv | 4×              | Morača Sports Center, Podgorica Nézőszám: 1100 Játékvezetők: Metalari, Nikolovski (MKD) |

| 2023. november 11. 16:00 | IK Sävehof | 20–44       | Odense Håndbold | Partillebohallen, Partille Nézőszám: 940 Játékvezetők: Ilieva, Karbeska (MKD) |
| 2023. november 11. 16:00 | Blomst 4   | (11–21)     | Halilcevic 9    | Partillebohallen, Partille Nézőszám: 940 Játékvezetők: Ilieva, Karbeska (MKD) |
| 2023. november 11. 16:00 | 5× 1×      | Jegyzőkönyv | 2× 1×           | Partillebohallen, Partille Nézőszám: 940 Játékvezetők: Ilieva, Karbeska (MKD) |

| 2023. november 11. 18:00 | CSM București | 29–29       | DVSC Schaeffler | Polyvalent Hall, Bukarest Nézőszám: 2500 Játékvezetők: Carmaux, Mursch (FRA) |
| 2023. november 11. 18:00 | Neagu 9       | (17–14)     | Vámos 7         | Polyvalent Hall, Bukarest Nézőszám: 2500 Játékvezetők: Carmaux, Mursch (FRA) |
| 2023. november 11. 18:00 | 3×            | Jegyzőkönyv | 2×              | Polyvalent Hall, Bukarest Nézőszám: 2500 Játékvezetők: Carmaux, Mursch (FRA) |

| 2023. november 11. 18:00 | Brest Bretagne | 20–20       | Budućnost BEMAX | Brest Arena, Brest Nézőszám: 3600 Játékvezetők: Lovin, Stancu (ROU) |
| 2023. november 11. 18:00 | Maszlova 6     | (9–9)       | Godeč 6         | Brest Arena, Brest Nézőszám: 3600 Játékvezetők: Lovin, Stancu (ROU) |
| 2023. november 11. 18:00 | 3× 2× 1×       | Jegyzőkönyv | 5×              | Brest Arena, Brest Nézőszám: 3600 Játékvezetők: Lovin, Stancu (ROU) |

| 2023. november 11. 20:00 | SG BBM Bietigheim   | 26–34       | Győri Audi ETO KC | Arena Ludwigsburg, Ludwigsburg Nézőszám: 3043 Játékvezetők: Vujačić, Kažanegra (MNE) |
| 2023. november 11. 20:00 | Gassama, Hvenfelt 4 | (10–12)     | Nze Minko 7       | Arena Ludwigsburg, Ludwigsburg Nézőszám: 3043 Játékvezetők: Vujačić, Kažanegra (MNE) |
| 2023. november 11. 20:00 | 4× 1×               | Jegyzőkönyv | 3× 1×             | Arena Ludwigsburg, Ludwigsburg Nézőszám: 3043 Játékvezetők: Vujačić, Kažanegra (MNE) |

| 2023. november 18. 16:00 | Odense Håndbold | 40–22       | IK Sävehof           | Sydbank Arena Odense, Odense Nézőszám: 2102 Játékvezetők: Christidi, Papamattheou (GRE) |
| 2023. november 18. 16:00 | Halilcevic 7    | (21–11)     | Koppang, Mellegård 3 | Sydbank Arena Odense, Odense Nézőszám: 2102 Játékvezetők: Christidi, Papamattheou (GRE) |
| 2023. november 18. 16:00 | 2×              | Jegyzőkönyv | 4×                   | Sydbank Arena Odense, Odense Nézőszám: 2102 Játékvezetők: Christidi, Papamattheou (GRE) |

| 2023. november 18. 16:00 | DVSC Schaeffler | 23–30       | CSM București | Hódos Imre Sportcsarnok, Debrecen Nézőszám: 2200 Játékvezetők: Hatipoğlu, Şimşek (TUR) |
| 2023. november 18. 16:00 | Planéta 6       | (9–15)      | Stoica 8      | Hódos Imre Sportcsarnok, Debrecen Nézőszám: 2200 Játékvezetők: Hatipoğlu, Şimşek (TUR) |
| 2023. november 18. 16:00 | 4× 1×           | Jegyzőkönyv | 5× 1×         | Hódos Imre Sportcsarnok, Debrecen Nézőszám: 2200 Játékvezetők: Hatipoğlu, Şimşek (TUR) |

| 2023. november 18. 18:00 | Győri Audi ETO KC | 31–29       | SG BBM Bietigheim     | Audi Aréna, Győr Nézőszám: 4612 Játékvezetők: Petrušis, Barysas (LTU) |
| 2023. november 18. 18:00 | de Paula 8        | (13–17)     | Kudłacz-Gloc, Smits 5 | Audi Aréna, Győr Nézőszám: 4612 Játékvezetők: Petrušis, Barysas (LTU) |
| 2023. november 18. 18:00 | 1×                | Jegyzőkönyv | 3× 2×                 | Audi Aréna, Győr Nézőszám: 4612 Játékvezetők: Petrušis, Barysas (LTU) |

| 2023. november 18. 18:00 | Budućnost BEMAX | 21–34       | Brest Bretagne | Morača Sports Center, Podgorica Nézőszám: 1200 Játékvezetők: Doychinov, Goretsov (BUL) |
| 2023. november 18. 18:00 | Ivanović 6      | (10–19)     | Maszlova 6     | Morača Sports Center, Podgorica Nézőszám: 1200 Játékvezetők: Doychinov, Goretsov (BUL) |
| 2023. november 18. 18:00 | 4×              | Jegyzőkönyv | 2×             | Morača Sports Center, Podgorica Nézőszám: 1200 Játékvezetők: Doychinov, Goretsov (BUL) |

| 2024. január 6. 16:00 | Győri Audi ETO KC | 39–20       | IK Sävehof | Audi Aréna, Győr Nézőszám: 4285 Játékvezetők: Weijmans, Wolbertus (NED) |
| 2024. január 6. 16:00 | Kristiansen 6     | (19–7)      | Karlsson 4 | Audi Aréna, Győr Nézőszám: 4285 Játékvezetők: Weijmans, Wolbertus (NED) |
| 2024. január 6. 16:00 | 1×                | Jegyzőkönyv | 1×         | Audi Aréna, Győr Nézőszám: 4285 Játékvezetők: Weijmans, Wolbertus (NED) |

| 2024. január 6. 18:00 | Brest Bretagne | 38–28       | DVSC Schaeffler | Brest Arena, Brest Nézőszám: 4152 Játékvezetők: Ilieva, Karbeska (MKD) |
| 2024. január 6. 18:00 | Cabral 9       | (19–14)     | négy játékos 4  | Brest Arena, Brest Nézőszám: 4152 Játékvezetők: Ilieva, Karbeska (MKD) |
| 2024. január 6. 18:00 | 2×             | Jegyzőkönyv | 3×              | Brest Arena, Brest Nézőszám: 4152 Játékvezetők: Ilieva, Karbeska (MKD) |

| 2024. január 7. 16:00 | CSM București | 44–26       | Budućnost BEMAX | Polyvalent Hall, Bukarest Nézőszám: 4300 Játékvezetők: Lončar, Lončar (CRO) |
| 2024. január 7. 16:00 | Ingstad 8     | (24–15)     | Niakaté 6       | Polyvalent Hall, Bukarest Nézőszám: 4300 Játékvezetők: Lončar, Lončar (CRO) |
| 2024. január 7. 16:00 | 3×            | Jegyzőkönyv | 3×              | Polyvalent Hall, Bukarest Nézőszám: 4300 Játékvezetők: Lončar, Lončar (CRO) |

| 2024. január 7. 16:00 | SG BBM Bietigheim | 25–28       | Odense Håndbold       | Arena Ludwigsburg, Ludwigsburg Nézőszám: 2878 Játékvezetők: Altmár, Horváth (HUN) |
| 2024. január 7. 16:00 | Smits 6           | (10–11)     | Elver, van Wetering 6 | Arena Ludwigsburg, Ludwigsburg Nézőszám: 2878 Játékvezetők: Altmár, Horváth (HUN) |
| 2024. január 7. 16:00 | 2× 1×             | Jegyzőkönyv | 1× 1× 2×              | Arena Ludwigsburg, Ludwigsburg Nézőszám: 2878 Játékvezetők: Altmár, Horváth (HUN) |

| 2024. január 13. 16:00 | IK Sävehof   | 29–33       | SG BBM Bietigheim | Partillebohallen, Partille Nézőszám: 437 Játékvezetők: Praštalo, Balvan (BIH) |
| 2024. január 13. 16:00 | Mihailovic 6 | (15–14)     | három játékos 5   | Partillebohallen, Partille Nézőszám: 437 Játékvezetők: Praštalo, Balvan (BIH) |
| 2024. január 13. 16:00 | 1× 2×        | Jegyzőkönyv | 3× 1×             | Partillebohallen, Partille Nézőszám: 437 Játékvezetők: Praštalo, Balvan (BIH) |

| 2024. január 13. 18:00 | Odense Håndbold    | 30–31       | Győri Audi ETO KC | Sydbank Arena Odense, Odense Nézőszám: 2296 Játékvezetők: Backović, Palačković (SLO) |
| 2024. január 13. 18:00 | Højlund, Aardahl 8 | (13–15)     | Nze Minko, Ju 6   | Sydbank Arena Odense, Odense Nézőszám: 2296 Játékvezetők: Backović, Palačković (SLO) |
| 2024. január 13. 18:00 | 3× 1×              | Jegyzőkönyv | 4× 1×             | Sydbank Arena Odense, Odense Nézőszám: 2296 Játékvezetők: Backović, Palačković (SLO) |

| 2024. január 14. 16:00 | Budućnost BEMAX | 21–27       | DVSC Schaeffler | Morača Sports Center, Podgorica Nézőszám: 1020 Játékvezetők: Álvarez, Bustamante (ESP) |
| 2024. január 14. 16:00 | Niakaté 8       | (11–11)     | Kácsor 9        | Morača Sports Center, Podgorica Nézőszám: 1020 Játékvezetők: Álvarez, Bustamante (ESP) |
| 2024. január 14. 16:00 | 3×              | Jegyzőkönyv | 1× 1×           | Morača Sports Center, Podgorica Nézőszám: 1020 Játékvezetők: Álvarez, Bustamante (ESP) |

| 2024. január 14. 18:00 | Brest Bretagne | 24–21       | CSM București | Brest Arena, Brest Nézőszám: 4205 Játékvezetők: Budzák, Záhradník (SVK) |
| 2024. január 14. 18:00 | Coatanea 7     | (13–10)     | Arntzen 5     | Brest Arena, Brest Nézőszám: 4205 Játékvezetők: Budzák, Záhradník (SVK) |
| 2024. január 14. 18:00 | 2×             | Jegyzőkönyv | 1×            | Brest Arena, Brest Nézőszám: 4205 Játékvezetők: Budzák, Záhradník (SVK) |

| 2024. január 20. 16:00 | DVSC Schaeffler | 22–35       | Odense Håndbold | Hódos Imre Sportcsarnok, Debrecen Nézőszám: 2000 Játékvezetők: Vranes, Wenninger (AUT) |
| 2024. január 20. 16:00 | Kácsor 9        | (12–15)     | Højlund 7       | Hódos Imre Sportcsarnok, Debrecen Nézőszám: 2000 Játékvezetők: Vranes, Wenninger (AUT) |
| 2024. január 20. 16:00 | 3× 2×           | Jegyzőkönyv | 2×              | Hódos Imre Sportcsarnok, Debrecen Nézőszám: 2000 Játékvezetők: Vranes, Wenninger (AUT) |

| 2024. január 20. 18:00 | Brest Bretagne | 37–30       | SG BBM Bietigheim | Brest Arena, Brest Nézőszám: 4258 Játékvezetők: Duplii, Pobedrina (UKR) |
| 2024. január 20. 18:00 | Maszlova 9     | (13–17)     | Döll 6            | Brest Arena, Brest Nézőszám: 4258 Játékvezetők: Duplii, Pobedrina (UKR) |
| 2024. január 20. 18:00 | 4× 1×          | Jegyzőkönyv | 4×                | Brest Arena, Brest Nézőszám: 4258 Játékvezetők: Duplii, Pobedrina (UKR) |

| 2024. január 20. 20:00 | Budućnost BEMAX | 21–29       | Győri Audi ETO KC | Morača Sports Center, Podgorica Nézőszám: 750 Játékvezetők: Hatipoğlu, Şimşek (TUR) |
| 2024. január 20. 20:00 | három játékos 4 | (13–17)     | Gros 5            | Morača Sports Center, Podgorica Nézőszám: 750 Játékvezetők: Hatipoğlu, Şimşek (TUR) |
| 2024. január 20. 20:00 | 3× 2×           | Jegyzőkönyv | 2×                | Morača Sports Center, Podgorica Nézőszám: 750 Játékvezetők: Hatipoğlu, Şimşek (TUR) |

| 2024. január 21. 16:00 | CSM București         | 35–26       | IK Sävehof | Polyvalent Hall, Bukarest Nézőszám: 3130 Játékvezetők: Sekulić, Jovandić (SRB) |
| 2024. január 21. 16:00 | Dindiligan, Ingstad 7 | (18–10)     | Sembe 6    | Polyvalent Hall, Bukarest Nézőszám: 3130 Játékvezetők: Sekulić, Jovandić (SRB) |
| 2024. január 21. 16:00 |                       | Jegyzőkönyv | 2×         | Polyvalent Hall, Bukarest Nézőszám: 3130 Játékvezetők: Sekulić, Jovandić (SRB) |

| 2024. február 2. 20:45 | IK Sävehof | 23–27       | Budućnost BEMAX | Partillebohallen, Partille Nézőszám: 453 Játékvezetők: Altmár, Horváth (HUN) |
| 2024. február 2. 20:45 | Jensen 6   | (12–13)     | Godeč 9         | Partillebohallen, Partille Nézőszám: 453 Játékvezetők: Altmár, Horváth (HUN) |
| 2024. február 2. 20:45 | 4×         | Jegyzőkönyv | 2×              | Partillebohallen, Partille Nézőszám: 453 Játékvezetők: Altmár, Horváth (HUN) |

| 2024. február 3. 16:00 | Odense Håndbold | 29–29       | Brest Bretagne | Sydbank Arena Odense, Odense Nézőszám: 2103 Játékvezetők: Vujačić, Kažanegra (MNE) |
| 2024. február 3. 16:00 | Højlund 7       | (14–14)     | Lassource 6    | Sydbank Arena Odense, Odense Nézőszám: 2103 Játékvezetők: Vujačić, Kažanegra (MNE) |
| 2024. február 3. 16:00 | 3× 1×           | Jegyzőkönyv | 3× 1×          | Sydbank Arena Odense, Odense Nézőszám: 2103 Játékvezetők: Vujačić, Kažanegra (MNE) |

| 2024. február 3. 18:00 | Győri Audi ETO KC           | 24–26       | CSM București | Audi Aréna, Győr Nézőszám: 5038 Játékvezetők: Braseth, Sundet (NOR) |
| 2024. február 3. 18:00 | Győri-Lukács, Kristiansen 6 | (8–15)      | Zaadi 8       | Audi Aréna, Győr Nézőszám: 5038 Játékvezetők: Braseth, Sundet (NOR) |
| 2024. február 3. 18:00 | 1× 1×                       | Jegyzőkönyv | 1×            | Audi Aréna, Győr Nézőszám: 5038 Játékvezetők: Braseth, Sundet (NOR) |

| 2024. február 4. 14:00 | SG BBM Bietigheim | 27–31       | DVSC Schaeffler | Arena Ludwigsburg, Ludwigsburg Nézőszám: 2267 Játékvezetők: Ilieva, Karbeska (MKD) |
| 2024. február 4. 14:00 | Döll 9            | (15–13)     | Kácsor 7        | Arena Ludwigsburg, Ludwigsburg Nézőszám: 2267 Játékvezetők: Ilieva, Karbeska (MKD) |
| 2024. február 4. 14:00 | 2×                | Jegyzőkönyv | 2× 1×           | Arena Ludwigsburg, Ludwigsburg Nézőszám: 2267 Játékvezetők: Ilieva, Karbeska (MKD) |

| 2024. február 10. 18:00 | Budućnost BEMAX | 17–33       | Odense Håndbold | Morača Sports Center, Podgorica Nézőszám: 530 Játékvezetők: Lovin, Stancu (ROU) |
| 2024. február 10. 18:00 | Vukčević 7      | (13–16)     | Aagot 7         | Morača Sports Center, Podgorica Nézőszám: 530 Játékvezetők: Lovin, Stancu (ROU) |
| 2024. február 10. 18:00 | 2× 1×           | Jegyzőkönyv | 2×              | Morača Sports Center, Podgorica Nézőszám: 530 Játékvezetők: Lovin, Stancu (ROU) |

| 2024. február 10. 18:00 | DVSC Schaeffler | 29–28       | Győri Audi ETO KC | Hódos Imre Sportcsarnok, Debrecen Nézőszám: 2100 Játékvezetők: Praštalo, Balvan (BIH) |
| 2024. február 10. 18:00 | Jovović 5       | (14–14)     | Nze Minko 6       | Hódos Imre Sportcsarnok, Debrecen Nézőszám: 2100 Játékvezetők: Praštalo, Balvan (BIH) |
| 2024. február 10. 18:00 | 1× 2×           | Jegyzőkönyv | 3× 1×             | Hódos Imre Sportcsarnok, Debrecen Nézőszám: 2100 Játékvezetők: Praštalo, Balvan (BIH) |

| 2024. február 11. 16:00 | CSM București | 31–28       | SG BBM Bietigheim | Polyvalent Hall, Bukarest Nézőszám: 2500 Játékvezetők: Tzaferopoulos, Bethmann (GRE) |
| 2024. február 11. 16:00 | Neagu 6       | (17–10)     | Kudłacz-Gloc 6    | Polyvalent Hall, Bukarest Nézőszám: 2500 Játékvezetők: Tzaferopoulos, Bethmann (GRE) |
| 2024. február 11. 16:00 | 3× 1×         | Jegyzőkönyv | 2× 2×             | Polyvalent Hall, Bukarest Nézőszám: 2500 Játékvezetők: Tzaferopoulos, Bethmann (GRE) |

| 2024. február 11. 18:00 | Brest Bretagne | 28–23       | IK Sävehof        | Brest Arena, Brest Nézőszám: 4125 Játékvezetők: Hatipoğlu, Şimşek (TUR) |
| 2024. február 11. 18:00 | Maszlova 8     | (10–9)      | Jensen, Koppang 6 | Brest Arena, Brest Nézőszám: 4125 Játékvezetők: Hatipoğlu, Şimşek (TUR) |
| 2024. február 11. 18:00 | 1×             | Jegyzőkönyv | 3× 2×             | Brest Arena, Brest Nézőszám: 4125 Játékvezetők: Hatipoğlu, Şimşek (TUR) |

| 2024. február 17. 16:00 | SG BBM Bietigheim | 34–16       | Budućnost BEMAX | Arena Ludwigsburg, Ludwigsburg Nézőszám: 1511 Játékvezetők: Bočáková, Jánošíková (SVK) |
| 2024. február 17. 16:00 | Dulfer 9          | (19–7)      | Vukčević 4      | Arena Ludwigsburg, Ludwigsburg Nézőszám: 1511 Játékvezetők: Bočáková, Jánošíková (SVK) |
| 2024. február 17. 16:00 | 1×                | Jegyzőkönyv | 4×              | Arena Ludwigsburg, Ludwigsburg Nézőszám: 1511 Játékvezetők: Bočáková, Jánošíková (SVK) |

| 2024. február 17. 18:00 | Győri Audi ETO KC         | 32–32       | Brest Bretagne | Audi Aréna, Győr Nézőszám: 4511 Játékvezetők: Metalari, Nikolovski (MKD) |
| 2024. február 17. 18:00 | Győri-Lukács, Nze Minko 6 | (18–18)     | Maszlova 8     | Audi Aréna, Győr Nézőszám: 4511 Játékvezetők: Metalari, Nikolovski (MKD) |
| 2024. február 17. 18:00 | 2× 2×                     | Jegyzőkönyv | 3×             | Audi Aréna, Győr Nézőszám: 4511 Játékvezetők: Metalari, Nikolovski (MKD) |

| 2024. február 18. 14:00 | Odense Håndbold | 29–25       | CSM București | Sydbank Arena Odense, Odense Nézőszám: 2298 Játékvezetők: Petrušis, Barysas (LTU) |
| 2024. február 18. 14:00 | három játékos 5 | (16–11)     | Neagu 7       | Sydbank Arena Odense, Odense Nézőszám: 2298 Játékvezetők: Petrušis, Barysas (LTU) |
| 2024. február 18. 14:00 | 2×              | Jegyzőkönyv | 5×            | Sydbank Arena Odense, Odense Nézőszám: 2298 Játékvezetők: Petrušis, Barysas (LTU) |

| 2024. február 18. 16:00 | IK Sävehof     | 27–36       | DVSC Schaeffler | Partillebohallen, Partille Nézőszám: 428 Játékvezetők: Přemysl, Mohyla (CZE) |
| 2024. február 18. 16:00 | Stankiewicz 12 | (14–18)     | Töpfner 8       | Partillebohallen, Partille Nézőszám: 428 Játékvezetők: Přemysl, Mohyla (CZE) |
| 2024. február 18. 16:00 | 5×             | Jegyzőkönyv | 7×              | Partillebohallen, Partille Nézőszám: 428 Játékvezetők: Přemysl, Mohyla (CZE) |

### B csoport
| #  | Csapat                  | M  | Gy | D | V  | G+  | G–  | Gk   | P  |
| -- | ----------------------- | -- | -- | - | -- | --- | --- | ---- | -- |
| 1. | Metz Handball           | 14 | 11 | 0 | 3  | 470 | 402 | +68  | 22 |
| 2. | Team Esbjerg            | 14 | 11 | 0 | 3  | 449 | 412 | +37  | 22 |
| 3. | Ikast Håndbold          | 14 | 10 | 1 | 3  | 476 | 435 | +41  | 21 |
| 4. | Vipers Kristiansand     | 14 | 7  | 1 | 6  | 445 | 403 | +42  | 15 |
| 5. | Krim                    | 14 | 6  | 1 | 7  | 389 | 384 | +5   | 13 |
| 6. | FTC-Rail Cargo Hungaria | 14 | 4  | 2 | 8  | 387 | 408 | –21  | 10 |
| 7. | CS Rapid București      | 14 | 4  | 1 | 9  | 366 | 399 | –33  | 9  |
| 8. | MKS Zagłębie Lubin      | 14 | 0  | 0 | 14 | 327 | 466 | –139 | 0  |

| 2023. szeptember 9. 16:00 | FTC-Rail Cargo Hungaria | 25–38       | Metz Handball | Érd Aréna, Érd Nézőszám: 1400 Játékvezetők: Petrušis, Barysas (LTU) |
| 2023. szeptember 9. 16:00 | Malestein 9             | (13–19)     | Valentini 9   | Érd Aréna, Érd Nézőszám: 1400 Játékvezetők: Petrušis, Barysas (LTU) |
| 2023. szeptember 9. 16:00 | 5×                      | Jegyzőkönyv | 5× 1×         | Érd Aréna, Érd Nézőszám: 1400 Játékvezetők: Petrušis, Barysas (LTU) |

| 2023. szeptember 9. 16:00 | Ikast Håndbold  | 30–26       | Vipers Kristiansand | Ikast-Brande Arena, Ikast Nézőszám: 1988 Játékvezetők: Merz, Kuttler (GER) |
| 2023. szeptember 9. 16:00 | három játékos 5 | (12–12)     | Knedlíková 7        | Ikast-Brande Arena, Ikast Nézőszám: 1988 Játékvezetők: Merz, Kuttler (GER) |
| 2023. szeptember 9. 16:00 | 1× 1×           | Jegyzőkönyv | 2×                  | Ikast-Brande Arena, Ikast Nézőszám: 1988 Játékvezetők: Merz, Kuttler (GER) |

| 2023. szeptember 9. 18:00 | MKS Zagłębie Lubin | 18–36       | Krim           | Hala Sportowo-Widowiskowa „Globus”, Lublin Nézőszám: 3009 Játékvezetők: Ilieva, Karbeska (MKD) |
| 2023. szeptember 9. 18:00 | Grzyb 5            | (6–19)      | négy játékos 5 | Hala Sportowo-Widowiskowa „Globus”, Lublin Nézőszám: 3009 Játékvezetők: Ilieva, Karbeska (MKD) |
| 2023. szeptember 9. 18:00 | 1×                 | Jegyzőkönyv | 5×             | Hala Sportowo-Widowiskowa „Globus”, Lublin Nézőszám: 3009 Játékvezetők: Ilieva, Karbeska (MKD) |

| 2023. szeptember 10. 16:00 | Team Esbjerg        | 30–28       | CS Rapid București | Blue Water Dokken, Esbjerg Nézőszám: 2141 Játékvezetők: Sekulić, Jovandić (SRB) |
| 2023. szeptember 10. 16:00 | Breistøl, Reistad 6 | (16–12)     | három játékos 5    | Blue Water Dokken, Esbjerg Nézőszám: 2141 Játékvezetők: Sekulić, Jovandić (SRB) |
| 2023. szeptember 10. 16:00 | 2× 1×               | Jegyzőkönyv | 4× 1×              | Blue Water Dokken, Esbjerg Nézőszám: 2141 Játékvezetők: Sekulić, Jovandić (SRB) |

| 2023. szeptember 16. 18:00 | CS Rapid București | 26–25       | MKS Zagłębie Lubin | Polyvalent Hall, Bukarest Nézőszám: 3200 Játékvezetők: Hatipoğlu, Şimşek (TUR) |
| 2023. szeptember 16. 18:00 | Kanor 7            | (12–15)     | Grzyb, Górna 5     | Polyvalent Hall, Bukarest Nézőszám: 3200 Játékvezetők: Hatipoğlu, Şimşek (TUR) |
| 2023. szeptember 16. 18:00 | 5× 1×              | Jegyzőkönyv | 4× 1×              | Polyvalent Hall, Bukarest Nézőszám: 3200 Játékvezetők: Hatipoğlu, Şimşek (TUR) |

| 2023. szeptember 16. 18:00 | Vipers Kristiansand | 37–26       | FTC-Rail Cargo Hungaria | Aquarama Kristiansand, Kristiansand Nézőszám: 1646 Játékvezetők: Álvarez, Bustamante (ESP) |
| 2023. szeptember 16. 18:00 | Knedlíková 7        | (19–15)     | Lekić 10                | Aquarama Kristiansand, Kristiansand Nézőszám: 1646 Játékvezetők: Álvarez, Bustamante (ESP) |
| 2023. szeptember 16. 18:00 | 2×                  | Jegyzőkönyv | 5×                      | Aquarama Kristiansand, Kristiansand Nézőszám: 1646 Játékvezetők: Álvarez, Bustamante (ESP) |

| 2023. szeptember 17. 14:00 | Krim     | 33–27       | Team Esbjerg | Arena Stožice, Ljubljana Nézőszám: 1945 Játékvezetők: Vujačić, Kažanegra (MNE) |
| 2023. szeptember 17. 14:00 | Mavsar 8 | (15–12)     | Breistøl 6   | Arena Stožice, Ljubljana Nézőszám: 1945 Játékvezetők: Vujačić, Kažanegra (MNE) |
| 2023. szeptember 17. 14:00 | 1×       | Jegyzőkönyv | 2× 1×        | Arena Stožice, Ljubljana Nézőszám: 1945 Játékvezetők: Vujačić, Kažanegra (MNE) |

| 2023. szeptember 17. 16:00 | Metz Handball | 36–39       | Ikast Håndbold | Arènes de Metz, Metz Nézőszám: 3052 Játékvezetők: Vranes, Wenninger (AUT) |
| 2023. szeptember 17. 16:00 | Jørgensen 7   | (17–20)     | Friis 9        | Arènes de Metz, Metz Nézőszám: 3052 Játékvezetők: Vranes, Wenninger (AUT) |
| 2023. szeptember 17. 16:00 | 6× 1×         | Jegyzőkönyv | 7× 1×          | Arènes de Metz, Metz Nézőszám: 3052 Játékvezetők: Vranes, Wenninger (AUT) |

| 2023. szeptember 23. 18:00 | Team Esbjerg | 29–27       | Metz Handball | Blue Water Dokken, Esbjerg Nézőszám: 2037 Játékvezetők: Lovin, Stancu (ROU) |
| 2023. szeptember 23. 18:00 | Reistad 8    | (16–17)     | Burgaard 6    | Blue Water Dokken, Esbjerg Nézőszám: 2037 Játékvezetők: Lovin, Stancu (ROU) |
| 2023. szeptember 23. 18:00 | 3× 1×        | Jegyzőkönyv | 1× 1×         | Blue Water Dokken, Esbjerg Nézőszám: 2037 Játékvezetők: Lovin, Stancu (ROU) |

| 2023. szeptember 23. 18:00 | MKS Zagłębie Lubin | 20–34       | Vipers Kristiansand | Hala Sportowo-Widowiskowa „Globus”, Lublin Nézőszám: 3211 Játékvezetők: Altmár, Horváth (HUN) |
| 2023. szeptember 23. 18:00 | Michalak 4         | (9–16)      | Vjahireva 9         | Hala Sportowo-Widowiskowa „Globus”, Lublin Nézőszám: 3211 Játékvezetők: Altmár, Horváth (HUN) |
| 2023. szeptember 23. 18:00 | 2×                 | Jegyzőkönyv | 1× 1×               | Hala Sportowo-Widowiskowa „Globus”, Lublin Nézőszám: 3211 Játékvezetők: Altmár, Horváth (HUN) |

| 2023. szeptember 23. 18:00 | Krim         | 32–26       | FTC-Rail Cargo Hungaria | Arena Stožice, Ljubljana Nézőszám: 3500 Játékvezetők: Praštalo, Balvan (BIH) |
| 2023. szeptember 23. 18:00 | Dmitrijeva 8 | (15–10)     | Klujber 8               | Arena Stožice, Ljubljana Nézőszám: 3500 Játékvezetők: Praštalo, Balvan (BIH) |
| 2023. szeptember 23. 18:00 | 4×           | Jegyzőkönyv | 2× 1×                   | Arena Stožice, Ljubljana Nézőszám: 3500 Játékvezetők: Praštalo, Balvan (BIH) |

| 2023. szeptember 24. 16:00 | CS Rapid București | 27–35       | Ikast Håndbold | Polyvalent Hall, Bukarest Nézőszám: 3500 Játékvezetők: Jović, Arnautović (BIH) |
| 2023. szeptember 24. 16:00 | Grozav 8           | (11–20)     | Jeřábková 8    | Polyvalent Hall, Bukarest Nézőszám: 3500 Játékvezetők: Jović, Arnautović (BIH) |
| 2023. szeptember 24. 16:00 | 4×                 | Jegyzőkönyv | 3×             | Polyvalent Hall, Bukarest Nézőszám: 3500 Játékvezetők: Jović, Arnautović (BIH) |

| 2023. szeptember 30. 18:00 | Metz Handball | 42–26       | MKS Zagłębie Lubin   | Arènes de Metz, Metz Nézőszám: 2939 Játékvezetők: Vujačić, Kažanegra (MNE) |
| 2023. szeptember 30. 18:00 | Valentini 9   | (22–10)     | Michalak, Przywara 6 | Arènes de Metz, Metz Nézőszám: 2939 Játékvezetők: Vujačić, Kažanegra (MNE) |
| 2023. szeptember 30. 18:00 | 2× 1×         | Jegyzőkönyv | 5×                   | Arènes de Metz, Metz Nézőszám: 2939 Játékvezetők: Vujačić, Kažanegra (MNE) |

| 2023. szeptember 30. 18:00 | Vipers Kristiansand | 37–38       | Team Esbjerg        | Aquarama Kristiansand, Kristiansand Nézőszám: 2200 Játékvezetők: Antić, Jakovljević (SRB) |
| 2023. szeptember 30. 18:00 | Vjahireva 11        | (15–20)     | Breistøl, Reistad 9 | Aquarama Kristiansand, Kristiansand Nézőszám: 2200 Játékvezetők: Antić, Jakovljević (SRB) |
| 2023. szeptember 30. 18:00 | 2× 1×               | Jegyzőkönyv | 4×                  | Aquarama Kristiansand, Kristiansand Nézőszám: 2200 Játékvezetők: Antić, Jakovljević (SRB) |

| 2023. szeptember 30. 18:00 | FTC-Rail Cargo Hungaria | 24–24       | CS Rapid București | Érd Aréna, Érd Nézőszám: 2500 Játékvezetők: Metalari, Nikolovski (MKD) |
| 2023. szeptember 30. 18:00 | Lekić 6                 | (14–10)     | Korsós 6           | Érd Aréna, Érd Nézőszám: 2500 Játékvezetők: Metalari, Nikolovski (MKD) |
| 2023. szeptember 30. 18:00 | 2× 1×                   | Jegyzőkönyv | 2×                 | Érd Aréna, Érd Nézőszám: 2500 Játékvezetők: Metalari, Nikolovski (MKD) |

| 2023. október 1. 16:00 | Ikast Håndbold    | 33–32       | Krim     | Ikast-Brande Arena, Ikast Nézőszám: 1860 Játékvezetők: Álvarez, Bustamante (ESP) |
| 2023. október 1. 16:00 | Bakkerud, Friis 8 | (14–18)     | Stanko 9 | Ikast-Brande Arena, Ikast Nézőszám: 1860 Játékvezetők: Álvarez, Bustamante (ESP) |
| 2023. október 1. 16:00 | 2× 1×             | Jegyzőkönyv | 4× 1×    | Ikast-Brande Arena, Ikast Nézőszám: 1860 Játékvezetők: Álvarez, Bustamante (ESP) |

| 2023. október 21. 18:00 | Ikast Håndbold | 41–29       | MKS Zagłębie Lubin  | Ikast-Brande Arena, Ikast Nézőszám: 1593 Játékvezetők: Christidi, Papamattheou (GRE) |
| 2023. október 21. 18:00 | Scaglione 10   | (21–15)     | Drabik, Kochaniak 6 | Ikast-Brande Arena, Ikast Nézőszám: 1593 Játékvezetők: Christidi, Papamattheou (GRE) |
| 2023. október 21. 18:00 | 2×             | Jegyzőkönyv | 3×                  | Ikast-Brande Arena, Ikast Nézőszám: 1593 Játékvezetők: Christidi, Papamattheou (GRE) |

| 2023. október 21. 16:00 | Krim        | 24–24       | Vipers Kristiansand     | Arena Stožice, Ljubljana Nézőszám: 4000 Játékvezetők: Budzák, Záhradník (SVK) |
| 2023. október 21. 16:00 | Radičević 6 | (15–9)      | Knedlíková, Vjahireva 6 | Arena Stožice, Ljubljana Nézőszám: 4000 Játékvezetők: Budzák, Záhradník (SVK) |
| 2023. október 21. 16:00 | 3× 1×       | Jegyzőkönyv | 6× 1×                   | Arena Stožice, Ljubljana Nézőszám: 4000 Játékvezetők: Budzák, Záhradník (SVK) |

| 2023. október 22. 16:00 | Team Esbjerg | 27–23       | FTC-Rail Cargo Hungaria | Blue Water Dokken, Esbjerg Nézőszám: 2550 Játékvezetők: Hatipoğlu, Şimşek (TUR) |
| 2023. október 22. 16:00 | Breistøl 6   | (14–11)     | Lekić 7                 | Blue Water Dokken, Esbjerg Nézőszám: 2550 Játékvezetők: Hatipoğlu, Şimşek (TUR) |
| 2023. október 22. 16:00 | 2×           | Jegyzőkönyv | 3× 2×                   | Blue Water Dokken, Esbjerg Nézőszám: 2550 Játékvezetők: Hatipoğlu, Şimşek (TUR) |

| 2023. október 22. 16:00 | Metz Handball | 33–22       | CS Rapid București | Arènes de Metz, Metz Nézőszám: 3953 Játékvezetők: Praštalo, Balvan (BIH) |
| 2023. október 22. 16:00 | Jørgensen 11  | (16–10)     | Janjušević 4       | Arènes de Metz, Metz Nézőszám: 3953 Játékvezetők: Praštalo, Balvan (BIH) |
| 2023. október 22. 16:00 | 4×            | Jegyzőkönyv | 5× 1×              | Arènes de Metz, Metz Nézőszám: 3953 Játékvezetők: Praštalo, Balvan (BIH) |

| 2023. október 28. 16:00 | CS Rapid București | 27–22       | Krim        | Polyvalent Hall, Bukarest Nézőszám: 1600 Játékvezetők: Altmár, Horváth (HUN) |
| 2023. október 28. 16:00 | Kanor 5            | (15–13)     | Radičević 8 | Polyvalent Hall, Bukarest Nézőszám: 1600 Játékvezetők: Altmár, Horváth (HUN) |
| 2023. október 28. 16:00 | 5× 2×              | Jegyzőkönyv | 2× 1×       | Polyvalent Hall, Bukarest Nézőszám: 1600 Játékvezetők: Altmár, Horváth (HUN) |

| 2023. október 28. 16:00 | MKS Zagłębie Lubin | 24–36       | Team Esbjerg | Hala Sportowo-Widowiskowa „Globus”, Lublin Nézőszám: 2722 Játékvezetők: Weijmans, Wolbertus (NED) |
| 2023. október 28. 16:00 | Kochaniak 6        | (14–17)     | Møller 7     | Hala Sportowo-Widowiskowa „Globus”, Lublin Nézőszám: 2722 Játékvezetők: Weijmans, Wolbertus (NED) |
| 2023. október 28. 16:00 | 2×                 | Jegyzőkönyv | 2×           | Hala Sportowo-Widowiskowa „Globus”, Lublin Nézőszám: 2722 Játékvezetők: Weijmans, Wolbertus (NED) |

| 2023. október 28. 18:00 | FTC-Rail Cargo Hungaria | 37–36       | Ikast Håndbold | Érd Aréna, Érd Nézőszám: 2200 Játékvezetők: Sekulić, Jovandić (SRB) |
| 2023. október 28. 18:00 | Klujber 11              | (20–17)     | Jeřábková 9    | Érd Aréna, Érd Nézőszám: 2200 Játékvezetők: Sekulić, Jovandić (SRB) |
| 2023. október 28. 18:00 | 4× 1×                   | Jegyzőkönyv | 5× 2×          | Érd Aréna, Érd Nézőszám: 2200 Játékvezetők: Sekulić, Jovandić (SRB) |

| 2023. október 29. 16:00 | Vipers Kristiansand | 34–36       | Metz Handball | Aquarama Kristiansand, Kristiansand Nézőszám: 1579 Játékvezetők: Tzaferopoulos, Bethmann (GRE) |
| 2023. október 29. 16:00 | Vjahireva 8         | (17–14)     | Bouktit 13    | Aquarama Kristiansand, Kristiansand Nézőszám: 1579 Játékvezetők: Tzaferopoulos, Bethmann (GRE) |
| 2023. október 29. 16:00 | 4× 2×               | Jegyzőkönyv | 2× 2×         | Aquarama Kristiansand, Kristiansand Nézőszám: 1579 Játékvezetők: Tzaferopoulos, Bethmann (GRE) |

| 2023. november 11. 16:00 | FTC-Rail Cargo Hungaria | 35–22       | MKS Zagłębie Lubin | Érd Aréna, Érd Nézőszám: 1477 Játékvezetők: Braseth, Sundet (NOR) |
| 2023. november 11. 16:00 | Lekić 9                 | (12–8)      | Górna, Grzyb 4     | Érd Aréna, Érd Nézőszám: 1477 Játékvezetők: Braseth, Sundet (NOR) |
| 2023. november 11. 16:00 | 4× 1×                   | Jegyzőkönyv | 3×                 | Érd Aréna, Érd Nézőszám: 1477 Játékvezetők: Braseth, Sundet (NOR) |

| 2023. november 12. 14:00 | CS Rapid București | 30–29       | Vipers Kristiansand | Polyvalent Hall, Bukarest Nézőszám: 4000 Játékvezetők: Duplii, Pobedrina (UKR) |
| 2023. november 12. 14:00 | Buceschi 6         | (10–13)     | Abbingh, Arcos 6    | Polyvalent Hall, Bukarest Nézőszám: 4000 Játékvezetők: Duplii, Pobedrina (UKR) |
| 2023. november 12. 14:00 | 3× 1×              | Jegyzőkönyv | 2× 1×               | Polyvalent Hall, Bukarest Nézőszám: 4000 Játékvezetők: Duplii, Pobedrina (UKR) |

| 2023. november 12. 16:00 | Krim     | 22–28       | Metz Handball          | Arena Stožice, Ljubljana Nézőszám: 3850 Játékvezetők: Hansen, Madsen (DEN) |
| 2023. november 12. 16:00 | Stanko 5 | (10–14)     | Jørgensen, Valentini 7 | Arena Stožice, Ljubljana Nézőszám: 3850 Játékvezetők: Hansen, Madsen (DEN) |
| 2023. november 12. 16:00 | 3×       | Jegyzőkönyv | 2× 1×                  | Arena Stožice, Ljubljana Nézőszám: 3850 Játékvezetők: Hansen, Madsen (DEN) |

| 2023. november 12. 16:00 | Ikast Håndbold | 34–35       | Team Esbjerg    | Ikast-Brande Arena, Ikast Nézőszám: 1488 Játékvezetők: Bolic, Hurich (AUT) |
| 2023. november 12. 16:00 | Jeřábková 8    | (16–18)     | Mørk, Reistad 8 | Ikast-Brande Arena, Ikast Nézőszám: 1488 Játékvezetők: Bolic, Hurich (AUT) |
| 2023. november 12. 16:00 | 3× 1×          | Jegyzőkönyv | 1×              | Ikast-Brande Arena, Ikast Nézőszám: 1488 Játékvezetők: Bolic, Hurich (AUT) |

| 2023. november 18. 18:00 | Vipers Kristiansand | 35–30       | CS Rapid București | Aquarama Kristiansand, Kristiansand Nézőszám: 1629 Játékvezetők: Thiyagarajah, Thiyagarajah (GER) |
| 2023. november 18. 18:00 | Knedlíková 8        | (18–14)     | Fernández 6        | Aquarama Kristiansand, Kristiansand Nézőszám: 1629 Játékvezetők: Thiyagarajah, Thiyagarajah (GER) |
| 2023. november 18. 18:00 | 3×                  | Jegyzőkönyv | 3×                 | Aquarama Kristiansand, Kristiansand Nézőszám: 1629 Játékvezetők: Thiyagarajah, Thiyagarajah (GER) |

| 2023. november 19. 14:00 | MKS Zagłębie Lubin | 23–35       | FTC-Rail Cargo Hungaria | Hala Sportowo-Widowiskowa „Globus”, Lublin Nézőszám: 3002 Játékvezetők: Vranes, Wenninger (AUT) |
| 2023. november 19. 14:00 | Kochaniak 11       | (15–18)     | Lekić, Márton 7         | Hala Sportowo-Widowiskowa „Globus”, Lublin Nézőszám: 3002 Játékvezetők: Vranes, Wenninger (AUT) |
| 2023. november 19. 14:00 | 3×                 | Jegyzőkönyv | 3× 1×                   | Hala Sportowo-Widowiskowa „Globus”, Lublin Nézőszám: 3002 Játékvezetők: Vranes, Wenninger (AUT) |

| 2023. november 19. 16:00 | Team Esbjerg | 37–34       | Ikast Håndbold | Blue Water Dokken, Esbjerg Nézőszám: 2477 Játékvezetők: Altmár, Horváth (HUN) |
| 2023. november 19. 16:00 | Breistøl 12  | (18–14)     | Bakkerud 9     | Blue Water Dokken, Esbjerg Nézőszám: 2477 Játékvezetők: Altmár, Horváth (HUN) |
| 2023. november 19. 16:00 | 4×           | Jegyzőkönyv | 2× 1×          | Blue Water Dokken, Esbjerg Nézőszám: 2477 Játékvezetők: Altmár, Horváth (HUN) |

| 2023. november 19. 16:00 | Metz Handball          | 40–31       | Krim         | Arènes de Metz, Metz Nézőszám: 4302 Játékvezetők: Sekulić, Jovandić (SRB) |
| 2023. november 19. 16:00 | Jørgensen, Valentini 8 | (20–12)     | Radičević 10 | Arènes de Metz, Metz Nézőszám: 4302 Játékvezetők: Sekulić, Jovandić (SRB) |
| 2023. november 19. 16:00 | 2×                     | Jegyzőkönyv | 5×           | Arènes de Metz, Metz Nézőszám: 4302 Játékvezetők: Sekulić, Jovandić (SRB) |

| 2024. január 6. 16:00 | Team Esbjerg | 32–26       | MKS Zagłębie Lubin | Blue Water Dokken, Esbjerg Nézőszám: 2358 Játékvezetők: Sirbu, Serdiuc (MDA) |
| 2024. január 6. 16:00 | Reistad 6    | (19–11)     | Michalak 7         | Blue Water Dokken, Esbjerg Nézőszám: 2358 Játékvezetők: Sirbu, Serdiuc (MDA) |
| 2024. január 6. 16:00 | 2×           | Jegyzőkönyv | 4×                 | Blue Water Dokken, Esbjerg Nézőszám: 2358 Játékvezetők: Sirbu, Serdiuc (MDA) |

| 2024. január 6. 18:00 | Krim    | 25–24       | CS Rapid București | Arena Stožice, Ljubljana Nézőszám: 3500 Játékvezetők: Petrušis, Barysas (LTU) |
| 2024. január 6. 18:00 | Grbić 6 | (11–12)     | Korsós 8           | Arena Stožice, Ljubljana Nézőszám: 3500 Játékvezetők: Petrušis, Barysas (LTU) |
| 2024. január 6. 18:00 | 2× 1×   | Jegyzőkönyv | 1× 1×              | Arena Stožice, Ljubljana Nézőszám: 3500 Játékvezetők: Petrušis, Barysas (LTU) |

| 2024. január 7. 14:00 | Ikast Håndbold | 28–28       | FTC-Rail Cargo Hungaria | Ikast-Brande Arena, Ikast Nézőszám: 1533 Játékvezetők: Duplii, Pobedrina (UKR) |
| 2024. január 7. 14:00 | Bakkerud 5     | (17–16)     | Lekić 10                | Ikast-Brande Arena, Ikast Nézőszám: 1533 Játékvezetők: Duplii, Pobedrina (UKR) |
| 2024. január 7. 14:00 | 4× 1×          | Jegyzőkönyv | 4× 1×                   | Ikast-Brande Arena, Ikast Nézőszám: 1533 Játékvezetők: Duplii, Pobedrina (UKR) |

| 2024. január 7. 16:00 | Metz Handball | 31–29       | Vipers Kristiansand | Arènes de Metz, Metz Nézőszám: 4776 Játékvezetők: Hatipoğlu, Şimşek (TUR) |
| 2024. január 7. 16:00 | Jørgensen 9   | (13–14)     | Vjahireva 7         | Arènes de Metz, Metz Nézőszám: 4776 Játékvezetők: Hatipoğlu, Şimşek (TUR) |
| 2024. január 7. 16:00 | 3× 1×         | Jegyzőkönyv | 3× 2×               | Arènes de Metz, Metz Nézőszám: 4776 Játékvezetők: Hatipoğlu, Şimşek (TUR) |

| 2024. január 13. 16:00 | FTC-Rail Cargo Hungaria | 28–33       | Team Esbjerg | Érd Aréna, Érd Nézőszám: 1900 Játékvezetők: Doychinov, Goretsov (BUL) |
| 2024. január 13. 16:00 | Cvijić, Klujber 6       | (16–15)     | Mørk 11      | Érd Aréna, Érd Nézőszám: 1900 Játékvezetők: Doychinov, Goretsov (BUL) |
| 2024. január 13. 16:00 | 2× 1×                   | Jegyzőkönyv | 2×           | Érd Aréna, Érd Nézőszám: 1900 Játékvezetők: Doychinov, Goretsov (BUL) |

| 2024. január 13. 18:00 | Vipers Kristiansand  | 29–23       | Krim         | Aquarama Kristiansand, Kristiansand Nézőszám: 1432 Játékvezetők: Lovin, Stancu (ROU) |
| 2024. január 13. 18:00 | Roberts, Vjahireva 7 | (14–12)     | Dmitrijeva 7 | Aquarama Kristiansand, Kristiansand Nézőszám: 1432 Játékvezetők: Lovin, Stancu (ROU) |
| 2024. január 13. 18:00 | 2×                   | Jegyzőkönyv | 4× 1×        | Aquarama Kristiansand, Kristiansand Nézőszám: 1432 Játékvezetők: Lovin, Stancu (ROU) |

| 2024. január 14. 14:00 | MKS Zagłębie Lubin | 26–35       | Ikast Håndbold | Hala Sportowo-Widowiskowa „Globus”, Lublin Nézőszám: 2209 Játékvezetők: Vujačić, Kažanegra (MNE) |
| 2024. január 14. 14:00 | Górna 7            | (15–21)     | Scaglione 7    | Hala Sportowo-Widowiskowa „Globus”, Lublin Nézőszám: 2209 Játékvezetők: Vujačić, Kažanegra (MNE) |
| 2024. január 14. 14:00 | 2×                 | Jegyzőkönyv | 2×             | Hala Sportowo-Widowiskowa „Globus”, Lublin Nézőszám: 2209 Játékvezetők: Vujačić, Kažanegra (MNE) |

| 2024. január 14. 16:00 | CS Rapid București  | 31–34       | Metz Handball | Polyvalent Hall, Bukarest Nézőszám: 4300 Játékvezetők: Antić, Jakovljević (SRB) |
| 2024. január 14. 16:00 | Fernández, Korsós 7 | (18–16)     | Bouktit 12    | Polyvalent Hall, Bukarest Nézőszám: 4300 Játékvezetők: Antić, Jakovljević (SRB) |
| 2024. január 14. 16:00 | 2× 2×               | Jegyzőkönyv | 2× 1×         | Polyvalent Hall, Bukarest Nézőszám: 4300 Játékvezetők: Antić, Jakovljević (SRB) |

| 2024. január 20. 18:00 | FTC-Rail Cargo Hungaria | 26–28       | Krim                | Érd Aréna, Érd Nézőszám: 2000 Játékvezetők: JJurinović, Mrvica (SRB) |
| 2024. január 20. 18:00 | Klujber 8               | (14–17)     | Dmitrijeva, Grbić 9 | Érd Aréna, Érd Nézőszám: 2000 Játékvezetők: JJurinović, Mrvica (SRB) |
| 2024. január 20. 18:00 | 2× 1×                   | Jegyzőkönyv | 2×                  | Érd Aréna, Érd Nézőszám: 2000 Játékvezetők: JJurinović, Mrvica (SRB) |

| 2024. január 21. 14:00 | MKS Zagłębie Lubin | 24–30       | Metz Handball | Hala Sportowo-Widowiskowa „Globus”, Lublin Nézőszám: 1509 Játékvezetők: Bočáková, Jánošíková (SVK) |
| 2024. január 21. 14:00 | Górna 6            | (10–15)     | Grijseels 9   | Hala Sportowo-Widowiskowa „Globus”, Lublin Nézőszám: 1509 Játékvezetők: Bočáková, Jánošíková (SVK) |
| 2024. január 21. 14:00 | 5×                 | Jegyzőkönyv | 4× 1×         | Hala Sportowo-Widowiskowa „Globus”, Lublin Nézőszám: 1509 Játékvezetők: Bočáková, Jánošíková (SVK) |

| 2024. január 21. 14:00 | Ikast Håndbold | 30–29       | CS Rapid București | Ikast-Brande Arena, Ikast Nézőszám: 1677 Játékvezetők: Weijmans, Wolbertus (NED) |
| 2024. január 21. 14:00 | Jeřábková 10   | (16–15)     | Janjušević 11      | Ikast-Brande Arena, Ikast Nézőszám: 1677 Játékvezetők: Weijmans, Wolbertus (NED) |
| 2024. január 21. 14:00 | 5× 2×          | Jegyzőkönyv | 4×                 | Ikast-Brande Arena, Ikast Nézőszám: 1677 Játékvezetők: Weijmans, Wolbertus (NED) |

| 2024. január 21. 16:00 | Team Esbjerg | 32–37       | Vipers Kristiansand | Blue Water Dokken, Esbjerg Nézőszám: 2527 Játékvezetők: Metalari, Nikolovski (MKD) |
| 2024. január 21. 16:00 | Mørk 7       | (15–21)     | Knedlíková 11       | Blue Water Dokken, Esbjerg Nézőszám: 2527 Játékvezetők: Metalari, Nikolovski (MKD) |
| 2024. január 21. 16:00 | 2× 2×        | Jegyzőkönyv | 5× 1×               | Blue Water Dokken, Esbjerg Nézőszám: 2527 Játékvezetők: Metalari, Nikolovski (MKD) |

| 2024. február 3. 18:00 | Vipers Kristiansand | 28–24       | MKS Zagłębie Lubin | Aquarama Kristiansand, Kristiansand Nézőszám: 1591 Játékvezetők: Pagh, Thygesen (DEN) |
| 2024. február 3. 18:00 | Vjahireva 7         | (15–10)     | Przywara 7         | Aquarama Kristiansand, Kristiansand Nézőszám: 1591 Játékvezetők: Pagh, Thygesen (DEN) |
| 2024. február 3. 18:00 | 1×                  | Jegyzőkönyv | 3× 1×              | Aquarama Kristiansand, Kristiansand Nézőszám: 1591 Játékvezetők: Pagh, Thygesen (DEN) |

| 2024. február 3. 18:00 | Krim      | 28–34       | Ikast Håndbold | Arena Stožice, Ljubljana Nézőszám: 4730 Játékvezetők: Antić, Jakovljević (SRB) |
| 2024. február 3. 18:00 | Lazović 6 | (15–18)     | Jeřábková 11   | Arena Stožice, Ljubljana Nézőszám: 4730 Játékvezetők: Antić, Jakovljević (SRB) |
| 2024. február 3. 18:00 | 3×        | Jegyzőkönyv | 4× 1×          | Arena Stožice, Ljubljana Nézőszám: 4730 Játékvezetők: Antić, Jakovljević (SRB) |

| 2024. február 4. 16:00 | Metz Handball | 36–31       | Team Esbjerg | Arènes de Metz, Metz Nézőszám: 4525 Játékvezetők: Petrušis, Barysas (LTU) |
| 2024. február 4. 16:00 | Bouktit 8     | (20–17)     | Mørk 8       | Arènes de Metz, Metz Nézőszám: 4525 Játékvezetők: Petrušis, Barysas (LTU) |
| 2024. február 4. 16:00 | 5×            | Jegyzőkönyv | 4× 1×        | Arènes de Metz, Metz Nézőszám: 4525 Játékvezetők: Petrušis, Barysas (LTU) |

| 2024. február 4. 16:00 | CS Rapid București | 20–23       | FTC-Rail Cargo Hungaria | Polyvalent Hall, Bukarest Nézőszám: 4500 Játékvezetők: Álvarez, Bustamante (ESP) |
| 2024. február 4. 16:00 | Janjušević 7       | (11–16)     | Bölk 8                  | Polyvalent Hall, Bukarest Nézőszám: 4500 Játékvezetők: Álvarez, Bustamante (ESP) |
| 2024. február 4. 16:00 | 2× 1×              | Jegyzőkönyv | 3× 1×                   | Polyvalent Hall, Bukarest Nézőszám: 4500 Játékvezetők: Álvarez, Bustamante (ESP) |

| 2024. február 10. 16:00 | FTC-Rail Cargo Hungaria | 27–35       | Vipers Kristiansand | Érd Aréna, Érd Nézőszám: 1600 Játékvezetők: Carmaux, Mursch (FRA) |
| 2024. február 10. 16:00 | Klujber 10              | (13–17)     | Vjahireva 9         | Érd Aréna, Érd Nézőszám: 1600 Játékvezetők: Carmaux, Mursch (FRA) |
| 2024. február 10. 16:00 | 3× 2×                   | Jegyzőkönyv | 1×                  | Érd Aréna, Érd Nézőszám: 1600 Játékvezetők: Carmaux, Mursch (FRA) |

| 2024. február 10. 16:00 | MKS Zagłębie Lubin | 21–24       | CS Rapid București | Hala Sportowo-Widowiskowa „Globus”, Lublin Nézőszám: 2221 Játékvezetők: Doychinov, Goretsov (BUL) |
| 2024. február 10. 16:00 | Michalak 6         | (15–13)     | Korsós 6           | Hala Sportowo-Widowiskowa „Globus”, Lublin Nézőszám: 2221 Játékvezetők: Doychinov, Goretsov (BUL) |
| 2024. február 10. 16:00 | 7× 1×              | Jegyzőkönyv | 3× 1×              | Hala Sportowo-Widowiskowa „Globus”, Lublin Nézőszám: 2221 Játékvezetők: Doychinov, Goretsov (BUL) |

| 2024. február 10. 18:00 | Team Esbjerg | 29–21       | Krim          | Blue Water Dokken, Esbjerg Nézőszám: 2407 Játékvezetők: Duplii, Pobedrina (UKR) |
| 2024. február 10. 18:00 | Mørk 7       | (19–7)      | Dmitrijeva 10 | Blue Water Dokken, Esbjerg Nézőszám: 2407 Játékvezetők: Duplii, Pobedrina (UKR) |
| 2024. február 10. 18:00 | 4×           | Jegyzőkönyv | 4× 1×         | Blue Water Dokken, Esbjerg Nézőszám: 2407 Játékvezetők: Duplii, Pobedrina (UKR) |

| 2024. február 11. 14:00 | Ikast Håndbold | 35–34       | Metz Handball | Ikast-Brande Arena, Ikast Nézőszám: 2051 Játékvezetők: Thiyagarajah, Thiyagarajah (GER) |
| 2024. február 11. 14:00 | Jeřábková 11   | (18–16)     | Bouktit 8     | Ikast-Brande Arena, Ikast Nézőszám: 2051 Játékvezetők: Thiyagarajah, Thiyagarajah (GER) |
| 2024. február 11. 14:00 | 2×             | Jegyzőkönyv | 4× 1×         | Ikast-Brande Arena, Ikast Nézőszám: 2051 Játékvezetők: Thiyagarajah, Thiyagarajah (GER) |

| 2024. február 17. 16:00 | Metz Handball | 25–24       | FTC-Rail Cargo Hungaria | Arènes de Metz, Metz Nézőszám: 4451 Játékvezetők: Weijmans, Wolbertus (NED) |
| 2024. február 17. 16:00 | Bouktit 6     | (14–9)      | Klujber 8               | Arènes de Metz, Metz Nézőszám: 4451 Játékvezetők: Weijmans, Wolbertus (NED) |
| 2024. február 17. 16:00 | 7×            | Jegyzőkönyv | 7× 1×                   | Arènes de Metz, Metz Nézőszám: 4451 Játékvezetők: Weijmans, Wolbertus (NED) |

| 2024. február 17. 18:00 | Vipers Kristiansand | 31–32       | Ikast Håndbold       | Aquarama Kristiansand, Kristiansand Nézőszám: 1458 Játékvezetők: Lončar, Lončar (CRO) |
| 2024. február 17. 18:00 | Vjahireva 8         | (16–14)     | Iversen, Lindqvist 6 | Aquarama Kristiansand, Kristiansand Nézőszám: 1458 Játékvezetők: Lončar, Lončar (CRO) |
| 2024. február 17. 18:00 | 6× 1×               | Jegyzőkönyv | 4× 1×                | Aquarama Kristiansand, Kristiansand Nézőszám: 1458 Játékvezetők: Lončar, Lončar (CRO) |

| 2024. február 17. 18:00 | Krim         | 32–19       | MKS Zagłębie Lubin | Arena Stožice, Ljubljana Nézőszám: 4000 Játékvezetők: Merisi, Pepe (ITA) |
| 2024. február 17. 18:00 | Dmitrijeva 9 | (18–10)     | Michalak 6         | Arena Stožice, Ljubljana Nézőszám: 4000 Játékvezetők: Merisi, Pepe (ITA) |
| 2024. február 17. 18:00 | 4× 1×        | Jegyzőkönyv | 3×                 | Arena Stožice, Ljubljana Nézőszám: 4000 Játékvezetők: Merisi, Pepe (ITA) |

| 2024. február 18. 16:00 | CS Rapid București | 24–33       | Team Esbjerg | Polyvalent Hall, Bukarest Nézőszám: 2160 Játékvezetők: Ilieva, Karbeska (MKD) |
| 2024. február 18. 16:00 | Kassoma, Kanor 5   | (10–14)     | Reistad 8    | Polyvalent Hall, Bukarest Nézőszám: 2160 Játékvezetők: Ilieva, Karbeska (MKD) |
| 2024. február 18. 16:00 | 2×                 | Jegyzőkönyv | 2× 1×        | Polyvalent Hall, Bukarest Nézőszám: 2160 Játékvezetők: Ilieva, Karbeska (MKD) |